# Aníbal Montecchia
Aníbal Montecchia  (Mar del Plata, Buenos Aires, Argentina; 1927 - Ibídem; 27 de julio de 2017) fue un actor de cine y teatro argentino.

## Carrera
Aníbal comenzó trabajando como albañil y constructor. En las obras practicaba una mezcla de danza y acrobacia, bailando un tango sobre los andamios o sobre los bordes de los ladrillos de canto. 
A los 18 años, dio sus primeros pasos en la actuación con Rubén Castagno en el Club Piraña y Villa Malcom, en Buenos Aires. Años más tarde, se mudó a Mar del Plata escapando del ruido de la capital. Allí tomó clases con Gregorio Nachman y fue dirigido por él en el espectáculo Samka-cancha, junto a Eduardo Nachman, Marta Rigau, Roque Pantoni y Andrea Vicente. Durante la dictadura, su nombre figuraba en las listas negras y es por eso que no pudo estrenar Ha llegado un inspector junto a Nachman, uno los siempre recordados actores detenidos-desaparecidos.
Su extensa trayectoria y su indiscutido talento lo convirtieron en un referente del teatro independiente. Se mantuvo activo hasta los últimos días de su vida. Trabajó en un restaurante cerca de la playa cuando llegó a Mar del Plata en 1968; luego en las obras, en el duro oficio de albañil.
En el cine tuvo una única participación con Los drogadictos en 1979, bajo la dirección  de Enrique Carreras y los protagónicos de Mercedes Carreras, Graciela Alfano, Myriam de Urquijo y Juan José Camero.
En sus últimos tiempos integró el grupo Los locos del radioteatro, bajo la dirección de Emilio Comte, en el Teatro Auditorium. La intención que perseguía esta obra era vincular al público con el recuerdo de las grandes y destacadas obras que marcaron una época de oro del cine y el teatro nacional.
Entre sus memorables actuaciones, se destaca su participación en la obra La ratonera de Agatha Christie, que interpretó durante más de 30 años, siendo el integrante del elenco original que se mantuvo por más tiempo. Otro de sus trabajos más celebrados fue en la obra Juan Palmieri donde interpretó tres personajes. También se destacó en Tartufo x Moliere y Stefano de Armando Discépolo, entre tantos otros trabajos.
En el 2008, la Asociación Argentina de Actores y el Senado de la Nación le entregaron el Premio Podestá a la Trayectoria Honorable. Entre otros premios que ganó se encuentra el Premio Estrella de Mar por su obra Juan Palmieri, y Los Premios Enrique al arte, los medios y la cultura por su trayectoria actotal en los medios.

## Fallecimiento
Montecchia murió producto de un ataque cardíaco a los 89 años el 27 de julio de 2017. En sus últimos días estaba ensayando la obra ¿Quién yo?,de Dalmiro Sáenz, que se iba a estrenar en agosto en el Teatro Auditorium.

## Filmografía
- 1979: Los drogadictos.

## Teatro
- Samka-cancha
- Ha llegado un inspector
- La ratonera
- Juan Palmieri
- Tartufo x Moliere
- Stefano
- ¿Quién yo?